# キャピタリズム〜マネーは踊る〜
『キャピタリズム〜マネーは踊る〜』（原題：Capitalism: A Love Story）は、2009年のアメリカ映画。

## 概要
『ボウリング・フォー・コロンバイン』、『華氏911』などのドキュメンタリー映画を監督していることで知られるマイケル・ムーアが、資本主義経済に切り込んだ作品である。
2009年11月23日に日本で行われた試写会では、来場者に「定額給付金」と称して現金を配った。

## スタッフ
- 監督/製作/脚本：マイケル・ムーア
- 録音：フランシスコ・デ・ラ・トレ、マーク・ロイ、ヒラリー・スチュワート

## キャスト
- マイケル・ムーア（本人）

### 吹き替え
- マイケル・ムーア：丸山壮史
- その他の声の吹き替え:岡哲也／上城龍也／金子修／板取政明／永木貴依子／戸張美里／井田国男／一ノ渡宏昭／丸山雪野／芦澤孝臣／里卓哉／田坂浩樹／大内和代／佐野康之／うさみともこ／佳月大人／寸石和弘